# Slave to the Rhythm (chanson de Grace Jones)
Pour les articles homonymes, voir Slave to the Rhythm (homonymie).
Singles de Grace Jones
Living My Life
(1983) Jones the Rhythm
(1985)
Slave to the Rhythm est une chanson de la chanteuse jamaïcaine Grace Jones, parue sur l'album du même nom et sur lequel elle est intitulée Ladies and Gentlemen: Miss Grace Jones. Elle est sortie en octobre 1985 chez Island Records et Manhattan Records comme premier single de l'album. 
La chanson s'est notamment classée au sein du top 5 des hit-parades aux Pays-Bas, en Belgique, en Allemagne, en Nouvelle-Zélande et en Suisse, à la douzième place au Royaume-Uni et à la première place du Billboard Hot Dance Club Songs aux États-Unis. Slave to the Rhythm est devenue l'une des chansons phare de Grace Jones.

## Contexte et enregistrement

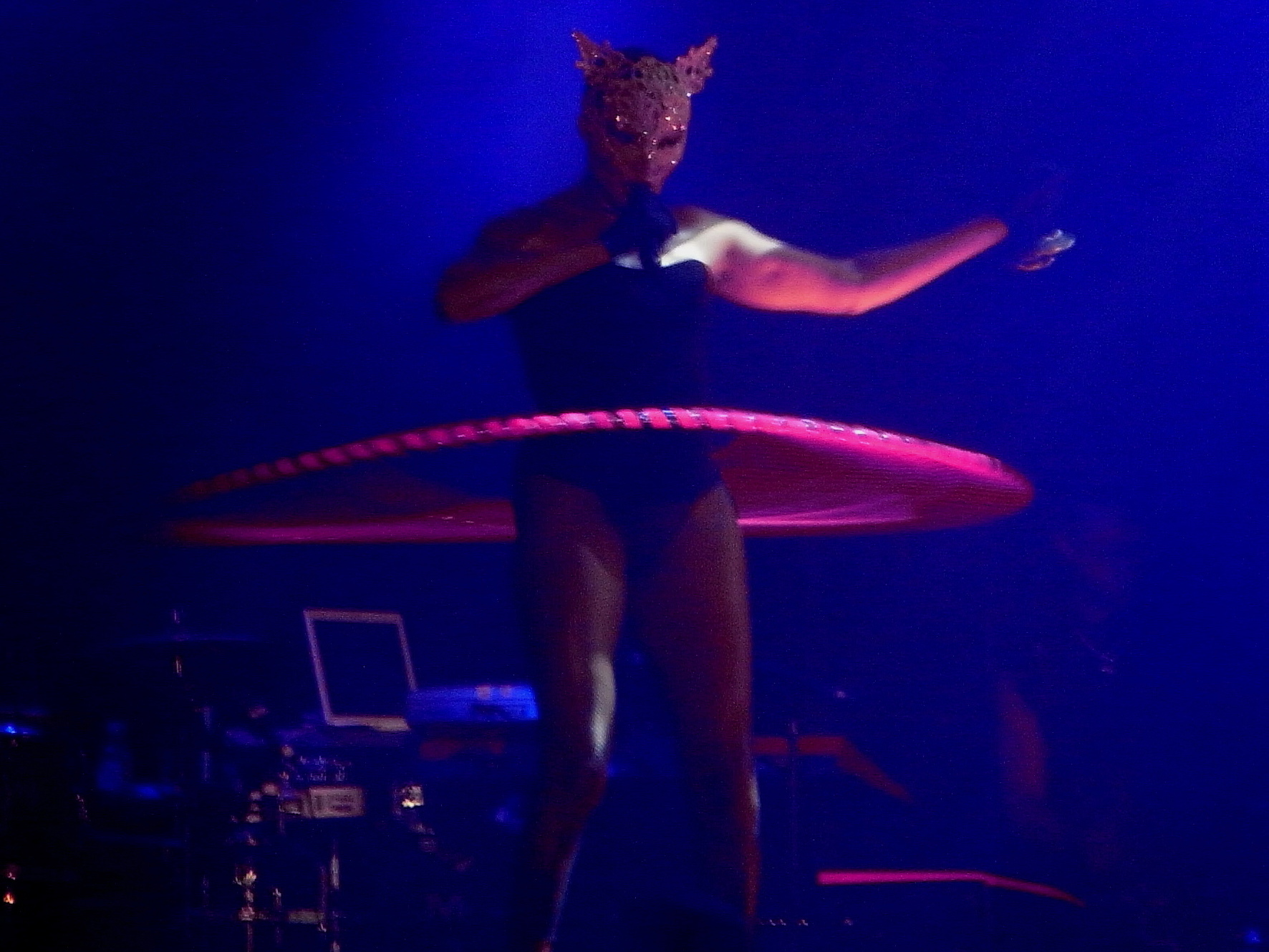
Grace Jones interprétant Slave to the Rhythm, avec un masque de chat doré et un hula-hoop, lors de sa tournée Hurricane de 2009.

La chanson est écrite par Bruce Woolley, Simon Darlow, Stephen Lipson et Trevor Horn avec la production musicale également assurée par ce dernier. La chanson figure sur l'album du même nom, Slave to the Rhythm, sorti en 1985 et qui est le premier de Grace Jones en trois ans. Il contient huit variations de la chanson. La face B du 45 tours, intitulée G.I. Blues ou Annihilated Rhythm selon le pays, est une autre variation de la chanson pas incluse dans l'album.
La version de la chanson à succès, sortie en single, est intitulée Ladies and Gentlemen: Miss Grace Jones sur l'album Slave to the Rhythm et a été enregistrée aux studios de The Power Station à New York. Le titre Slave to the Rhythm sur le même album est à son tour une interprétation entièrement différente de la chanson – cette version a été incluse dans la compilation de la chanteuse, The Ultimate Collection (2006).
Slave to the Rhythm est à l'origine destinée au groupe britannique Frankie Goes to Hollywood pour faire suite à leur premier succès Relax. Une maquette de la chanson a été enregistrée par le groupe. La chanson a été assemblée et produite par Trevor Horn après la sortie du single Two Tribes, mais le projet a finalement été confié à Jones. Le musicien et journaliste Paul Morley affirme que Horn a travaillé « sans relâche » sur la chanson et qu'il espérait qu'elle deviendrait « l'une de ses créations les plus importantes et les plus réussies ». 

## Clip vidéo
Le clip de Slave to the Rhythm utilise la version single de la chanson Il s'agit en grande partie de séquences déjà vues, avec des extraits des clips de My Jamaican Guy et de Living My Life, sortis précédemment, ainsi que de la vidéo du concert en direct A One Man Show. Le clip est réalisé par Jean-Paul Goude, le compagnon de Grace Jones à l'époque.
Le clip a été nommé pour le prix de la meilleure vidéo féminine aux MTV Video Music Awards de 1986, mais a finalement perdu face au clip de How Will I Know de Whitney Houston.

## Réception
Slave to the Rhythm est sorti en octobre 1985. Le single est devenu l'un des plus grands succès commerciaux de Grace Jones et est considéré comme l'une de ses chansons phare,. C'est le plus grand succès de la chanteuse au Royaume-Uni, à égalité avec Pull Up to the Bumper, ayant atteint la 12e place du UK Singles Chart. Le titre rencontre également le succès en Belgique, aux Pays-Bas, en Nouvelle-Zélande, en Italie et dans les pays germanophones, où il s'est hissé dans le top 10. La version originale du single, ainsi que ses remixes, sont également arrivés en tête du classement dance américain du Billboard en février 1986, bien qu'ils ne soient pas entrés dans le classement général du Billboard Hot 100. En France, Slave to the Rhythm est la seule chanson de Grace Jones à s'être classée dans le Top 50, créé en 1984, atteignant la 50e place.
Slave to the Rhythm a été nommé meilleur single de 1985 par le magazine britannique The Face. En 1994, une nouvelle version remixée de la chanson a atteint le top 40 du classement britannique.

## Liste des titres
| A. | Slave to the Rhythm | 4:20 |
| B. | G.I. Blues          | 3:36 |

## Crédits
- Grace Jones – chant
- Tessa Niles - chœurs
- Ambrosian Singers - chorale
- J.J. Belle –  guitare rythmique
- Luis Jardim - basse
- Stephen Lipson – guitare, basse, claviers, producteur adjoint
- Andy Richards, Bruce Woolley – claviers
- William "Ju Ju" House – batterie
- The Little Beats, "Shorty" Tim – percussion
- Frank Ricotti – percussion
- John Thirkell – trompette
- Guy Barker  – trompette
- Pete Beachill – trombone
- Dave Bishop – saxophone ténor
- David Snell – harpe
- John McCarthy – chef d'orchestre, chorale, chœurs
- Trevor Horn – producteur

Crédits adaptés du livret de l'album.

## Classements
| Classement (1985–86)                   | Meilleure position |
| -------------------------------------- | ------------------ |
| Allemagne de l'Ouest (Media Control)   | 4                  |
| Australie (Kent Music Report)          | 20                 |
| Autriche (Ö3 Austria Top 40)           | 7                  |
| Belgique (Flandre Ultratop 50 Singles) | 4                  |
| Canada (Adult Contemporary Tracks)     | 18                 |
| Espagne (AFYVE)                        | 14                 |
| États-Unis (Dance Club Songs)          | 1                  |
| États-Unis (Hot Black Singles)         | 20                 |
| Europe (European Hot 100)              | 7                  |
| Finlande (Suomen virallinen lista)     | 16                 |
| France (SNEP)                          | 50                 |
| Italie (Musica e dischi)               | 6                  |
| Nouvelle-Zélande (RMNZ)                | 5                  |
| Pays-Bas (Nederlandse Top 40)          | 3                  |
| Pays-Bas (Nationale Hitparade)         | 4                  |
| Royaume-Uni (UK Singles Chart)         | 12                 |
| Suisse (Schweizer Hitparade)           | 5                  |

| Classement (1985)              | Position |
| ------------------------------ | -------- |
| Belgique (Flandre Ultratop 50) | 41       |
| Italie (Musica e dischi)       | 48       |
| Pays-Bas (Nederlandse Top 40)  | 49       |
| Pays-Bas (Nationale Hitparade) | 42       |

| Classement (1986)                    | Position |
| ------------------------------------ | -------- |
| Allemagne de l'Ouest (Media Control) | 42       |